# La Chapelle-Saint-Ouen
La Chapelle-Saint-Ouen es una comuna francesa situada en el departamento de Sena Marítimo, en la región de Normandía.

## Demografía
| 108 | 105 | 78 | 71 | 76 | 72 | 132 |
| Para los censos de 1962 a 1999 la población legal corresponde a la población sin duplicidades (Fuente: INSEE [Consultar]) |     |    |    |    |    |     |